# Trận Gravelotte
Trận Gravelotte (theo cách gọi của người Đức) hay Trận St. Privat theo cách gọi của người Pháp, còn được các sử gia gọi là Trận Gravelotte-St. Privat, là một trận đánh quyết định trong cuộc Chiến tranh Pháp-Đức (1870–1871), đã diễn ra vào ngày 18 tháng 8 năm 1870 giữa hai ngôi làng St. Privat la Montagne và Gravelotte ở miền Đông Bắc nước Pháp. Dưới sự chỉ huy trực tiếp của vua Wilhelm I[a] và Tổng tham mưu trưởng Helmuth von Moltke, các lực lượng Phổ-Bắc Đức gồm Tập đoàn quân số 1 dưới quyền tướng Karl Friedrich von Steinmetz và Tập đoàn quân số 2 dưới quyền Thân vương Friedrich Karl đã tấn công và buộc Tập đoàn quân Rhine chủ lực của Pháp dưới quyền Thống chế François Achille Bazaine phải rút chạy vào Metz. Mặc dù quân Đức bị hao tổn nhiều binh lực hơn quân Pháp, thắng lợi chiến lược của họ ở Gravelotte đã dẫn đến sự bao vây cô lập lực lượng của Bazaine ở Metz, qua đó chia cắt hoàn toàn hai tập đoàn quân chủ lực của Pháp và thúc đẩy sự thất bại hoàn toàn của đế chế Napoléon III trong cuộc chiến.
Moltke dự định dùng đại bác giã nhừ phòng tuyến quân Pháp, rồi bọc sườn quân Pháp quanh St. Privat và hợp vây toàn bộ chiến tuyến đối phương từ phía bắc sang phía nam. Mặc dù vậy, các thuộc cấp của ông đã phát động những đợt tấn công trực diện vào tuyến phòng ngự của Pháp trên các cao điểm chế ngự trận địa. Trận chiến bùng nổ trên một thế trận đảo ngược: quân Phổ dựa lưng về phía Paris trong khi quân Pháp dựa lưng về biên giới với Đức. Với lợi thế về súng trường Chassepot tối tân, mỗi trong số 17 sư đoàn quân Pháp đã bắn ra 4 vạn phát đạn chỉ trong vòng 1 phút và đốn ngã các đợt tấn công của địch. Số quân Phổ chết và bị thương lên tới khoảng 2 vạn người trong ngày hôm đó. Tuy nhiên, bị ảnh hưởng nặng nề bởi chiến thuật phòng ngự của Pháp vốn đã ăn sâu vào tâm trí họ từ năm 1866, các tướng lĩnh Pháp từ chối phản công, ngay cả khi xác lính Phổ chất đầy dưới chân họ. Điều đó đem lại thời gian cho phía Phổ điều động pháo binh bịt kín các lỗ hổng trong trận tuyến của họ và mở đường cho viện binh tiếp chiến từ phía bắc. Cuối cùng, các trung đội bộ binh của tướng Moltke đã làm chủ được các cao điểm phía trên Metz và ép địch rút xuống pháo đài.
Cũng giống như trận Mars-la-Tour hai ngày trước, trận Gravelotte được quyết định bởi pháo binh Phổ. Sự nhạy bén của pháo binh Phổ cùng với sự thụ động của Bazaine đã góp phần cứu vãn các đợt tấn công thất bại của quân bộ binh Phổ. Trong khi phần lớn thương vong của quân Phổ gây ra bởi súng trường Pháp, phần lớn thương vong của quân Pháp là do đại bác hiệu Krupp gây nên. Sau chiến thắng Gravelotte, Moltke sai Thân vương Friedrich Karl chỉ huy Tập đoàn quân số 1 và 4 quân đoàn của Tập đoàn quân số 2 vây hãm quân của Bazaine ở Metz. Giờ đây, vị Tổng tham mưu trưởng đã rảnh tay để huy động Tập đoàn quân số 3 dưới quyền Thái tử Phổ cùng Tập đoàn quân Maas (mới được thành lập từ một số đơn vị Tập đoàn quân số 2) dưới quyền Thái tử Sachsen tấn công tiêu diệt đạo quân chủ lực thứ hai của Pháp do MacMahon chỉ huy.

## Bối cảnh
Ngày 6 tháng 8 năm 1870, trong khi Tập đoàn quân số 3 Đức do Thái tử Friedrich Wilhelm chỉ huy đè bẹp bộ phận quân Pháp của Thống chế Mac-Mahon gồm Quân đoàn I và một sư đoàn thuộc Quân đoàn VII ở Frœschwiller-Wœrth về hướng nam, các thành phần thuộc Tập đoàn quân số 1 và 2 Đức đánh thắng Quân đoàn II Pháp do Frossard chỉ huy ở Spicheren-Forbach trên mạn bắc. Hai thất bại mở màn này đã giáng một đòn nặng nề vào tinh thần chiến đấu của Tập đoàn quân Rhine do Hoàng đế Napoléon III trực tiếp chỉ huy và dẫn đến sự chia cắt hai bộ phận quân Pháp. Trước tình hình đó, vào ngày 7 tháng 8 năm 1870, Napoléon sai 3 quân đoàn I, V, VII rút về Châlons-sur-Marne để thành lập một tập đoàn quân mới do MacMahon trực tiếp chỉ huy, trong khi 5 quân đoàn chủ lực Tập đoàn quân Rhine tập kết tại Metz, trước khi rút về thành cổ Verdun trên sông Meuse và đến Châlons để hội quân với MacMahon. 5 ngày sau, Napoléon trao quyền tổng chỉ huy Tập đoàn quân Rhine cho Thống chế Bazaine, nguyên Tư lệnh Quân đoàn III. Sau một tuần lễ thụ động, Bazaine bắt đầu rút quân qua sông Moselle để rời Metz đến Verdun vào ngày 14 tháng 8.
Sau khi nhận định lại tình hình từ hai trận Frœschwiller và Spicheren, Bộ Tổng Chỉ huy quân đội Phổ-Đức – đứng đầu là Vua Wilhelm I và Thượng tướng Bộ binh Helmuth von Moltke – đã đề ra các kế hoạch quy định Tập đoàn quân số 3 sẽ tiếp tục truy đuổi cánh quân MacMahon và Tập đoàn quân số 1 do Thượng tướng Bộ binh Karl Friedrich von Steinmetz chỉ huy sẽ giữ chân Bazaine tại khu vực Metz, trong khi Tập đoàn quân số 2 do Thân vương Friedrich Karl chỉ huy sẽ lấy Tập đoàn quân số 1 làm trục xoay để tiến vào giữa hai tập đoàn quân Đức và vượt sông Moselle gần Pont-à-Mousson về phía nam Metz nhằm cô lập hoàn toàn Bazaine khỏi MacMahon trên hướng bắc. Buổi chiều ngày 14 tháng 8, Tập đoàn quân số 1 đã tiếp cận các lực lượng Pháp đóng giữ trên khu vực cao phía đông Metz. Quan sát thấy quân Pháp đang rút lui, hai quân đoàn I và VII của Phổ đã quyết định tấn công nhằm trì hoãn đối phương bằng mọi giá và giúp Tập đoàn quân số 2 tạo thế hợp vây theo dự kiến của Molke. Quyết định này dẫn đến trận Borny-Colombey, một trận đánh ác liệt trong đó không bên nào giành thắng lợi nhưng cuộc triệt thoái của Bazaine đã bị trì hoãn đáng kể. Hôm sau, nắm được tiến độ triệt thoái lề mề của quân Pháp, vua Wilhelm I sai Moltke điều Tập đoàn quân số 2 vượt sông Moselle rồi tiến về phía tây và lên phía bắc để khóa chặt con đường Metz-Verdun. Bất chấp sự chậm chạp của đối phương, Tư lệnh Tập đoàn quân số 2 đã ban bố các mệnh lệnh dựa trên giả thiết rằng quân tiền vệ của Bazaine đã gần đến sông Meuse.

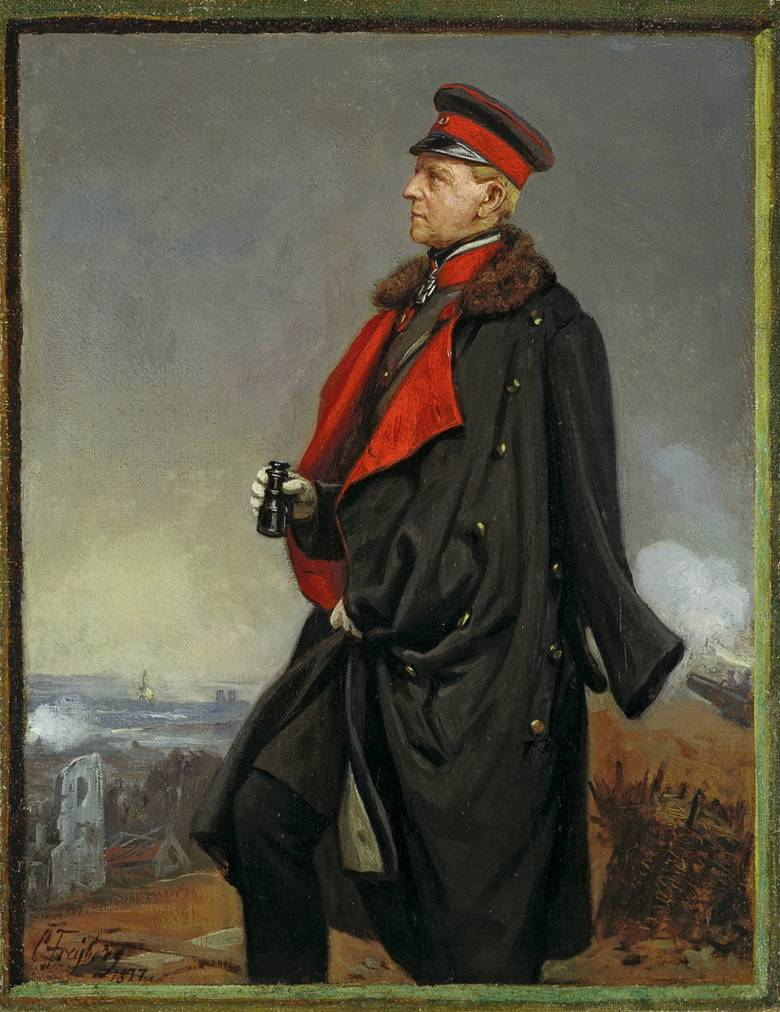
Tổng tham mưu trưởng quân đội Phổ - Helmuth von Moltke

Ngày 16 tháng 8, Bazaine ra lệnh hoãn hành quân đến chiều do quân kỵ binh tuần tiễu của Pháp không tìm thấy một lực lượng địch nào ở phía nam và các đơn vị cuối cùng của hai Quân đoàn III và IV Pháp vẫn chưa vượt sông Moselle. Trái ngược với những gì mà viên Thống chế Pháp suy nghĩ, các thành phần quân Phổ thuộc Quân đoàn III dưới quyền Trung tướng von Alvensleben và Quân đoàn X dưới quyền Thượng tướng Bộ binh von Voigts-Rhetz đã xuất hiện từ phía nam. Chẳng bấy lâu sau khi Bazaine ban lệnh gác lại cuộc hoãn quân, Alvensleben phát lệnh tiến công cái mà ông cho là một lực lượng "hậu quân" bị cắt rời của Tập đoàn quân Rhine vốn đã rút về phía tây từ trước. Một trận đánh đẫm máu đã bùng nổ ở Rezonville, Vionville và Mars-la-Tour giữa các Quân đoàn III và X với toàn bộ 5 quân đoàn của Bazaine. Nhờ có súng trường nạp hậu Chassepot với độ chính xác và tấm bắn vượt xa súng trường Dreyse của Phổ, quân Pháp đã liên tiếp chặn đứng các đợt tấn công của bộ binh Phổ và gây cho địch tổn thất nặng nề. Bên cạnh đó, trận tuyến pháo binh dày đặc của Phổ, sử dụng loại pháo tối tân của hãng Krupp cỡ nòng 6 bảng (3 kg) đạn nạp hậu, làm câm tịt các cỗ đại bác của Pháp và gây cho họ thiệt hại ngang ngửa. Trận đánh kết thúc trong bế tắc vào buổi tối. Bị chặn mất con đường tới Verdun, Bazaine vào lúc 22h đã nói với bộ tham mưu của mình rằng hôm sau ông sẽ rút trở lại Metz theo hướng đông bắc.
Moltke hiểu rõ ý nghĩa của chiến thắng ngày 16 tháng 8. Theo ông, việc hai quân đoàn Đức đối mặt với toàn bộ lực lượng của Bazaine trong trận đánh này cho thấy tình hình thuận lợi để huy động đại bộ phận binh lực cô lập Bazaine khỏi nội địa Pháp: "Số quân địch đối mặt với Quân đoàn III càng nhiều thì thành công của ta sẽ càng lớn vào ngày mai, khi ta có thể triển khai các Quân đoàn X, III, IV, VIII, VII và cuối cùng là XII để chống nhau với nó". Mặc dù Đại tá Gustav von Stiehle, Tham mưu trưởng Tập đoàn quân số 2, đề xuất cho các lực lượng còn lại của tập đoàn quân mình tiếp tục hành quân về sông Meuse theo dự định nguyên thủy của Bộ Chỉ huy Tập đoàn quân số 2, Moltke giờ đây nhận thấy sông Meuse không còn có tầm quan trọng và ông lập tức bắt tay vào việc chuẩn bị bao vây xóa sổ quân chủ lực Pháp. Có hai phương án: hoặc là hợp vây quân của Bazaine ở vùng ngoại ô Metz rồi đẩy họ vào pháo đài và để đói họ trong đây, hoặc là đánh quân Pháp chạy về phía bắc tới Luxembourg, nơi họ sẽ bị giải giáp theo quy luật chiến tranh. Dựa trên hoạch định của Moltke, vào ngày 17 tháng 8, trong khi Steinmetz thúc chủ lực Tập đoàn quân số 1 qua sông Moselle[b], Friedrich Karl quay toàn bộ Tập đoàn quân số 2 về chiến trường ngày hôm trước.
Để đề phòng viên tướng 74 tuổi Steinmetz một lần nữa phá vỡ kế hoạch hành quân của mình, Moltke chuyển Quân đoàn VIII Phổ sang Tập đoàn quân số 2. Bất chấp sự phàn nàn của vị lão tướng, Tổng tham mưu trưởng chỉ để lại Quân đoàn VII trực thuộc quyền chỉ huy của Steinmetz và sai ông trụ lại gần Gravelotte trong khi Tập đoàn quân số 2 lấy lực lượng của ông làm trục để vòng sang hướng nam.[] Theo nhìn nhận của giới sử học hiện đại, Moltke đã mắc một sai lầm nghiêm trọng khi ông điều hơn 20 vạn quân của mình tiến qua chính diện quân Pháp. Mặc dù quân Pháp đang triệt thoái, các đội hình của họ hoàn toàn có thể quay lại và giáng một đòn hủy diệt vào sườn quân Đức. Thái độ chủ quan của Moltke vẫn không hề lung lay trong suốt ngày hôm đó, phần nhiều là do ông không hề có được tin tức tình báo về nơi quân Pháp đang đóng quân, hoặc là nơi quân Pháp đang rút lui tới. Ông buộc phải hành động dựa trên những đám khói súng mà ông nhìn thấy thay vì những báo cáo của kỵ binh tuần tiễu: quân kỵ mã của ông dành phần lớn ngày 17 tháng 8 để bình phục sau những đợt tấn công ác liệt của họ vào ngày hôm trước. Nhưng kỵ binh Pháp cũng không thể phát hiện và thông tin cho Bazaine về cuộc hành quân đầy mạo hiểm của Moltke, làm vuột mất một cơ hội có một không hai để vị Thống chế đè bẹp quân Đức.

### Bố trí của quân Pháp

Thống chế Bazaine, người đã lập nhiều công trạng cho nước Pháp trong các cuộc chiến tranh nước đó.

Bazaine dành cả ngày 17 tháng 8 để triển khai cái được sử gia Hoa Kỳ Dennis Showalter gọi là "cứ điểm phòng ngự chiến thuật mạnh nhất trong chiến dịch". Trận tuyến phòng thủ của ông trải dọc theo một dải đất cao nằm ngoài Metz khoảng 1.6 km, kéo dài từ làng Saint-Privat phía bắc qua các làng Amanvillers và Gravelotte ở chính giữa, rồi xuống khu vực rừng rậm che phủ khe Mance, nơi có con suối chảy tới sông Moselle về hướng nam. Khe suối sâu Mance là một chiến ngại vật có tác dụng gây rối loạn các đội hình chặt chẽ của cánh trái quân Đức. Đồng thời, hệ thống cao điểm trên hàng cây đã tạo nên những khu vực bắn dài, chế ngự bởi các nông trang được gia cố St. Hubert, Leipzig, Moscou và Point du Jour nối liền với các chiến hào và hỏa điểm pháo binh của Pháp. Trong khi đó, phần lớn các khu vực ở trung tâm và bên phải (phía bắc) chiến tuyến chỉ dốc nhẹ và trống rỗng, tạo nên những khu vực bắn tuyệt vời cho súng trường nạp hậu tối tân Chassepot của Pháp.
Dưới sự chỉ huy của tướng Frossard, Quân đoàn II Pháp đóng giữ khu vực Mance. Các quân đoàn III (Le Bœuf) và IV (Ladmirault) đã triển khai lực lượng dọc theo cao điểm ở trung tâm, đồng thời xác lập tầm bắn và vùng bắn của mình. Nhiệm vụ trấn thủ cánh phải quân Pháp được giao cho Quân đoàn VI dưới quyền Thống chế Canrobert. Bazaine đã yêu cầu dàn quân đoàn này theo hình bậc thang theo hướng đông bắc để ngăn chặn sự hợp vây của địch, và Canrobert thiết lập vị trí phòng ngự chủ chốt của mình ở phía tây nam Saint-Privat. Sở chỉ huy của Bazaine tọa lạc tại thành lũy bằng gạch Plappeville, cách 3,22 km về phía sau cánh trái và cách St. Privat 6,44 km. Gần đó, viên Thống chế bố trí lực lượng trừ bị chủ chốt của mình, đội Cận vệ Đế chế, yểm trợ cánh trái và trung tâm, do ông tiên liệu rằng quân Phổ sẽ phát động mũi tấn công chủ lực theo hướng này. Theo nhìn nhận của sử gia Anh Michael A. Howard, điểm yếu của trận tuyến phòng thủ vững chắc của Bazaine nằm ở cánh phải, do không gì có thể ngăn cản cánh quân này bị bọc sườn từ phía bắc. Thêm vào đó, khoảng cách xa vời giữa cơ quan đầu não quân đội Pháp với cánh phải cũng là một nhược điểm tai hại của cánh này.
Các đạo binh của Moltke sẽ trở thành mồi ngon cho quân phòng ngự Pháp nếu mọi thứ diễn ra như Bazaine định trước. Bazaine không hề đề ra kế hoạch về một cuộc phản công toàn lực nếu như quân Phổ bị đánh bại. Trong trường hợp quân ông bị thất trận, Bazaine sẽ rút vào pháo đài Metz và đợi chờ hoàng đế đưa quân tới cứu viện.

## Diễn biến
Trận chiến giữa Gravelotte và St. Privat ngày 18 tháng 8 khác các trận đánh trước đó về cả quy mô lẫn hình thức. Đây là trận đánh đầu tiên có sự tham gia của đại bộ phận quân lực cả hai phe: sử gia Michael Howard cho biết phía Đức có 188.000 quân và 732 đại bác đối chọi với 112.800 quân và 520 đại bác của Pháp. Sử gia David J. A. Stone lại đưa ra những số liệu lớn hơn, với 203.402 quân Đức và 150.000 quân Pháp.

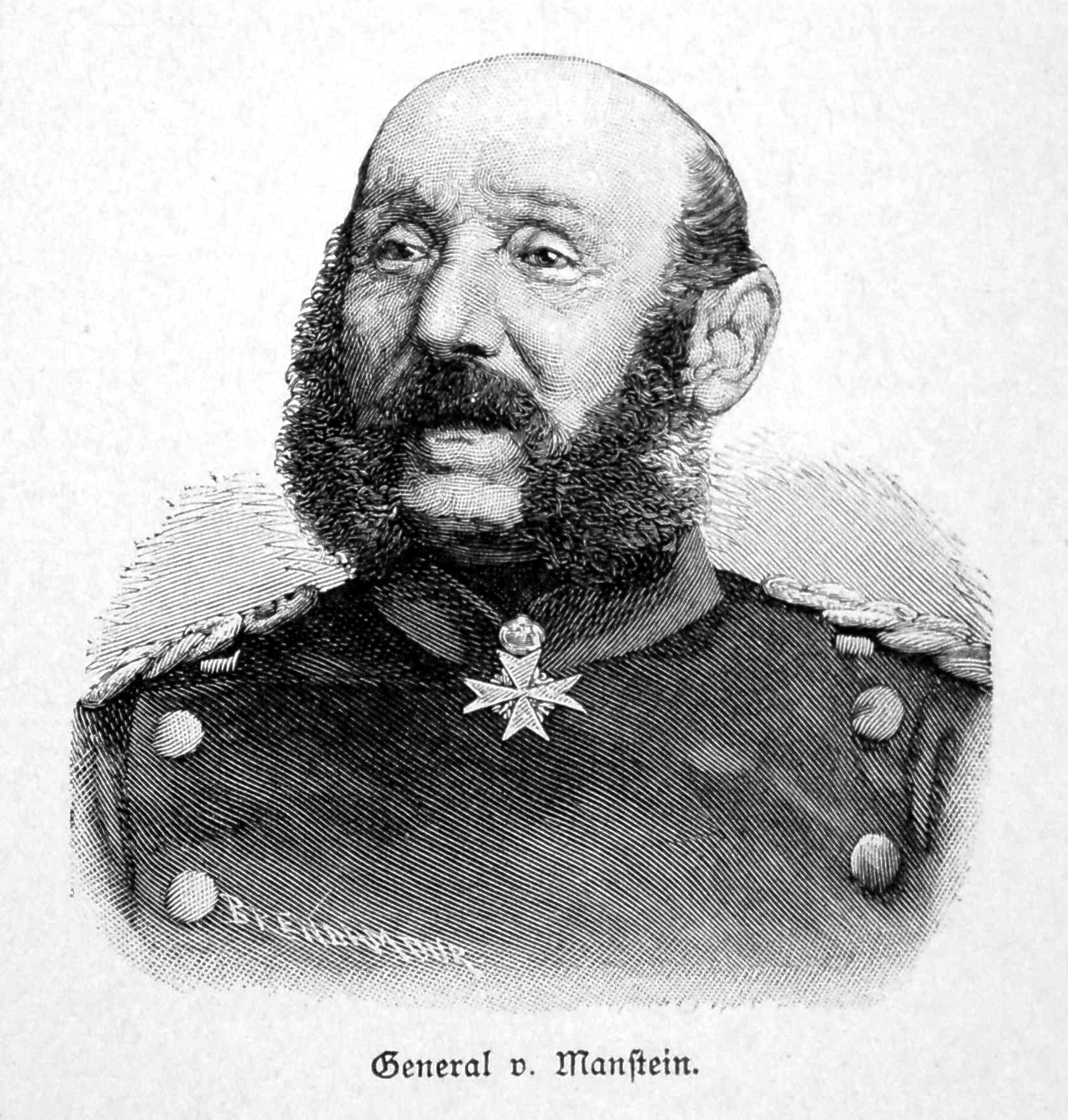
Chỉ huy trưởng Quân đoàn IX, tướng Albrecht von Manstein.

Về hình thức, trong khi các trận đánh ở Wœrth-Frœschwiller, Spicheren-Forbach, Borny-Colombey và Vionville-Mars-la-Tour hoàn toàn nằm ngoài dự tính và hoạch định của bộ chỉ huy tối cao hai phe, trận Gravelotte đã được định trước. Trận đánh xuất phát từ chủ ý của Moltke nhằm tạo "thế lưỡi liềm" bao vây sườn phải quân Pháp bằng 5 quân đoàn của Tập đoàn quân số 2. Đó là Quân đoàn IX Phổ (gồm các binh lính người xứ Hessen sáp nhập vào Phổ năm 1866) dưới quyền Thượng tướng Bộ binh Albrecht Gustav von Manstein ở bên phải, các đội hình rối bời và chồng chéo của Quân đoàn XII (Sachsen) dưới quyền Thái tử Albert và Quân đoàn Vệ binh Phổ dưới quyền Vương thân August của Württemberg ở bên trái, cùng với hai Quân đoàn III và X của Phổ ở phía sau.. Trong khi đó, hai Quân đoàn VII và VIII sẽ tiến công cánh trái quân Pháp ở khu vực Mance. Tựu trung, Moltke quyết định tung một đòn đánh mạnh kết liễu đội quân của Bazaine. Song, các sự kiện trong ngày 18 tháng 8 đã không được suôn sẻ như kế hoạch mà ông đề xuất.
Mọi tài liệu có uy tín về trận đánh đều quy tội cho các tướng dưới quyền Moltke về việc phá hỏng kế hoạch hợp vây của ông. Khi Tập đoàn quân số 2 bắt gặp các cứ điểm quân Pháp trên cao điểm Amanvillers vào khoảng 10h, Thân vương Friedrich Karl nhầm tưởng đây là sườn của một đạo quân đang rút lui. Do vậy, vào lúc 10h15, ông xoay quân sang hướng đông thay vì tiếp tục tiến lên hướng bắc theo thượng lệnh của Moltke. Nhưng chính Moltke đã phê chuẩn quyết định của Friedrich Karl và sai Quân đoàn Sachsen cùng Quân đoàn Vệ binh kéo thẳng về phía đông để bao vây cái được giả định là sườn bị hở của quân Pháp tại Amanvillers. Nói cách khác, vị Tổng tham mưu trưởng tán thành với Friedrich Karl rằng quân Pháp quy tụ xa về phía nam hơn dự tính ban đầu của ông và vị trí mà Friedrich Karl phát hiện chính là sườn phải của địch. Niềm tin này đã thúc đẩy Friedrich Karl và Moltke quyết định chớp lấy cái gọi là thời cơ đối với họ, mặc dù không có bằng chứng trực tiếp. Chẳng bấy lâu sau, sai lầm của Friedrich Karl đã được chứng minh khi ông nhận báo cáo của các đội kỵ binh tuần tiễu về việc tìm thấy các vị trí phòng ngự kiên cố của quân Pháp tại St. Privat. Vị Thân vương bèn sai tùy tùng chạy theo Quân đoàn IX để đưa lệnh cho Manstein chờ đến khi Vệ binh Phổ và quân Sachsen tiếp viện cho cánh trái của ông và phối hợp tấn công. Có điều là mệnh lệnh đã đến quá trễ để ngăn cản một cuộc tấn công của Quân đoàn IX.
Trong khi Moltke đang nghiên cứu đội hình Tập đoàn quân số 2 tại trụ sở tạm thời của ông ở Flavigny, Bộ trưởng Chiến tranh Phổ – Thượng tướng Bộ binh Albrecht von Roon đã thuyết phục vua Wilhelm I không nên tấn công: "Mục tiêu đã đạt được rồi; đường rút lui của quân Pháp đã bị cắt đứt. Nay việc hất họ ra khỏi một vị trí vững mạnh sẽ đưa đến sự đổ máu vô ích". Nhưng trận đánh đã bùng nổ từ trước khi ông nói.

### Giao chiến tại Verneville

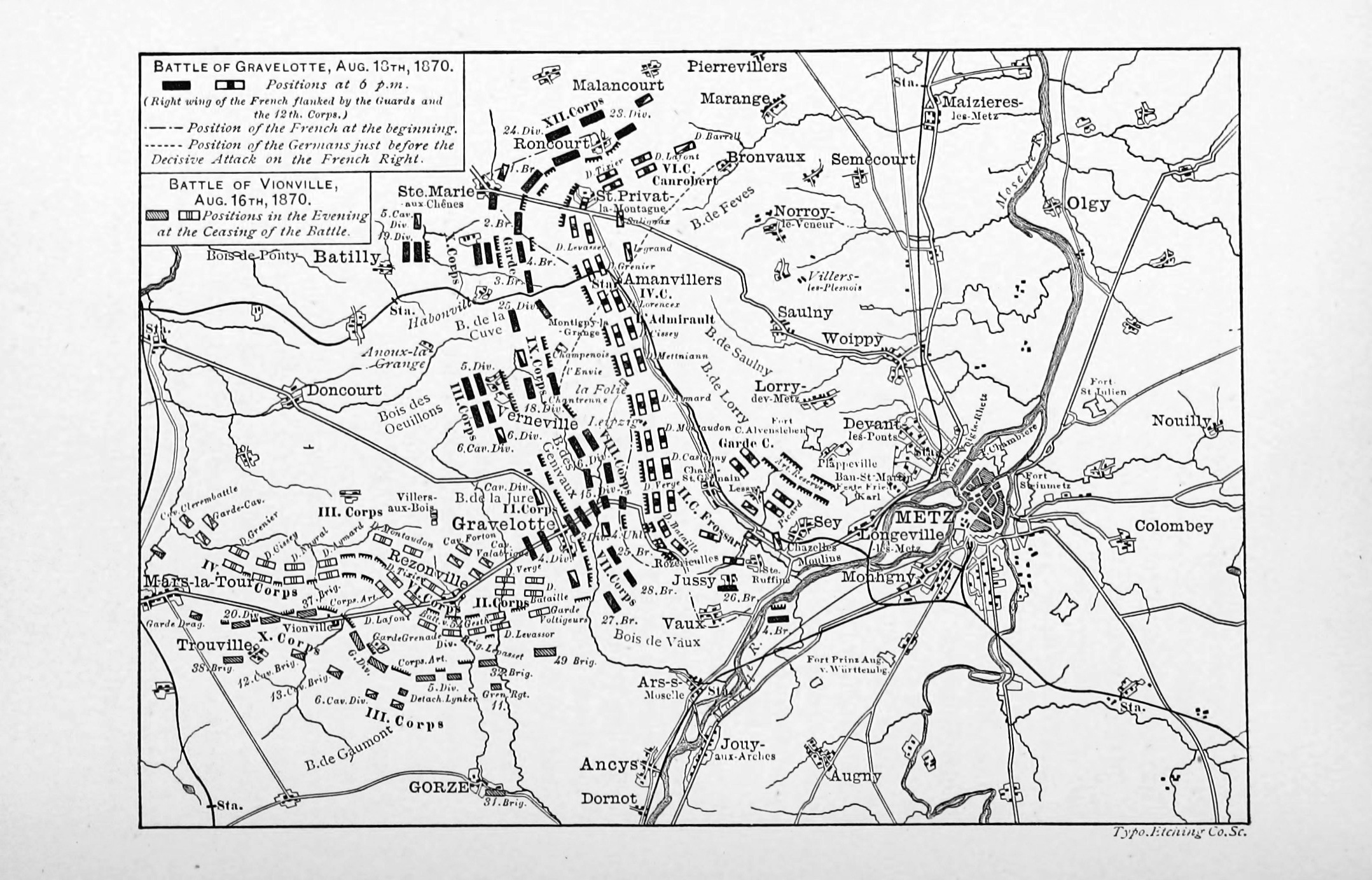
Bản đồ trận Gravelotte

Tư lệnh Quân đoàn IX, tướng Manstein, đã điều 9 khẩu đội pháo (54 đại bác) tiến về phía trước để hình thành một trận tuyến pháo binh đồng thời chuẩn bị huy động bộ binh của Sư đoàn 18 tiến công. Không lâu sau giữa ngày, đại bác của quân Phổ từ các cánh đồng phía sau làng Verneville đã nã đạn vào các chiến tuyến quân Pháp nằm trước đó vài ngàn yard, mở màn cho trận Gravelotte. Ngay lập tức, các khẩu đại bác và súng máy mitrailleuse của Pháp đáp trả ác liệt. Sau được điều gấp vào vị trí ở hướng bắc và nam Amanvillers, các sư đoàn bộ binh của Quân đoàn III Pháp cũng tuôn đạn xối xả vào trận tuyến pháo binh Phổ. Các sĩ quan pháo binh của Manstein đã mắc sai lầm nghiêm trọng khi họ khai triển pháo binh trong tầm đạn súng trường Chassepot của địch và do vậy đội ngũ pháo thủ Phổ bị thiệt hại rất nặng nề. Tiếp đó, Manstein xua bộ binh tiến công để yểm trợ cho pháo binh, nhưng bị hỏa lực khốc liệt của súng trường Pháp chặn đứng. Tầm bắn hiệu quả của khẩu Chassepot lên đến gần 1.500 m, trong khi tầm bắn khẩu Dreyse của quân Phổ chỉ đạt chưa đầy 550 m.
Không chỉ vậy, bộ binh Phổ đã rơi vào tầm đạn của một số khẩu mitrailleuse – loại súng được bí mật sản xuất từ năm 1866 với 25 nòng súng, vận hành bởi một vòng quay tay, có khả năng bắn ra 150 viên đạn một phút với tầm bắn 2.000 thước (1.829 m). Các khẩu mitrailleuse đã thảm sát lực lượng tấn công của Phổ, và phần nhiều trong con số thiệt hại to lớn của quân Phổ vào ngày 18 tháng 8 là do loại súng này gây nên. Nhưng ngoài trận Gravelotte-St. Privat ra, loại siêu vũ khí này không có nhiều ảnh hưởng đến cục diện của cuộc chiến. Mitrailleuse không phát huy được hiệu quả do binh lính không được huấn luyện sử dụng đầy đủ, được bố trí trong đội hình quá chật hẹp, và bắn ra ở khoảng cách quá xa nên độ chính xác rất thấp.
Thừa thắng, quân Pháp đã xông lên phía trước và thu được 4 khẩu pháo ở đầu tuyến, buộc địch phải rút các khẩu pháo xuống phía sau. Đến chiều, giao chiến giữa quân của Manstein và Ladmirault lắng xuống thành một cuộc đấu pháo. Quân bộ binh Pháp đã kiên nhẫn đứng vững trước những loạt pháo kích rầm rộ và chính xác của địch, trong khi người Phổ kéo dài tuyến pháo binh của mình đồng thời đợi Quân đoàn Vệ binh tiếp viện cánh phải, Quân đoàn III tiếp viện hậu quân để tiếp tục phát động tiến công.[c]

### Các đợt tấn công của Tập đoàn quân số 1
Từ trên các cao điểm phía nam Flavigny, tướng Moltke đã nghe thấy những tiếng đạn pháo đầu tiên của Quân đoàn IX và nhanh chóng rút ra kết luận rằng các thuộc tướng đã tấn công sớm hơn dự kiến của ông. Ông liền gửi gấp một bức điện cho Steinmetz để ngăn chặn vị tướng bốc động này làm cho tình hình xấu thêm. Theo bức điện, những gì đang diễn ra ở Verneville chỉ là một cuộc giao tranh nhỏ và Steinmetz không cần phải hành động. Và một khi hành động thì ông ta không cần phải đổ bộ binh vào trận mà chỉ cần phải khai triển pháo binh. Tin rằng vấn đề Steinmetz đã được giải quyết, Moltke dời lên làng Rezonville để theo dõi những gì đang xảy ra với Tập đoàn quân số 2. Đi với ông có Quốc vương Wilhelm I và đoàn tùy tùng. Mặc dù vị vua-chiến binh thường chủ trương không can dự trực tiếp vào các quyết sách của vị Tổng tham mưu trưởng, Moltke vẫn xem mình là một bề tồi của nhà vua; và, một phần là do ông không muốn đả động đến quyền hành của quân vương, Moltke thường miễn cưỡng trong việc trực tiếp chỉ huy các đạo quân trên chiến trường.

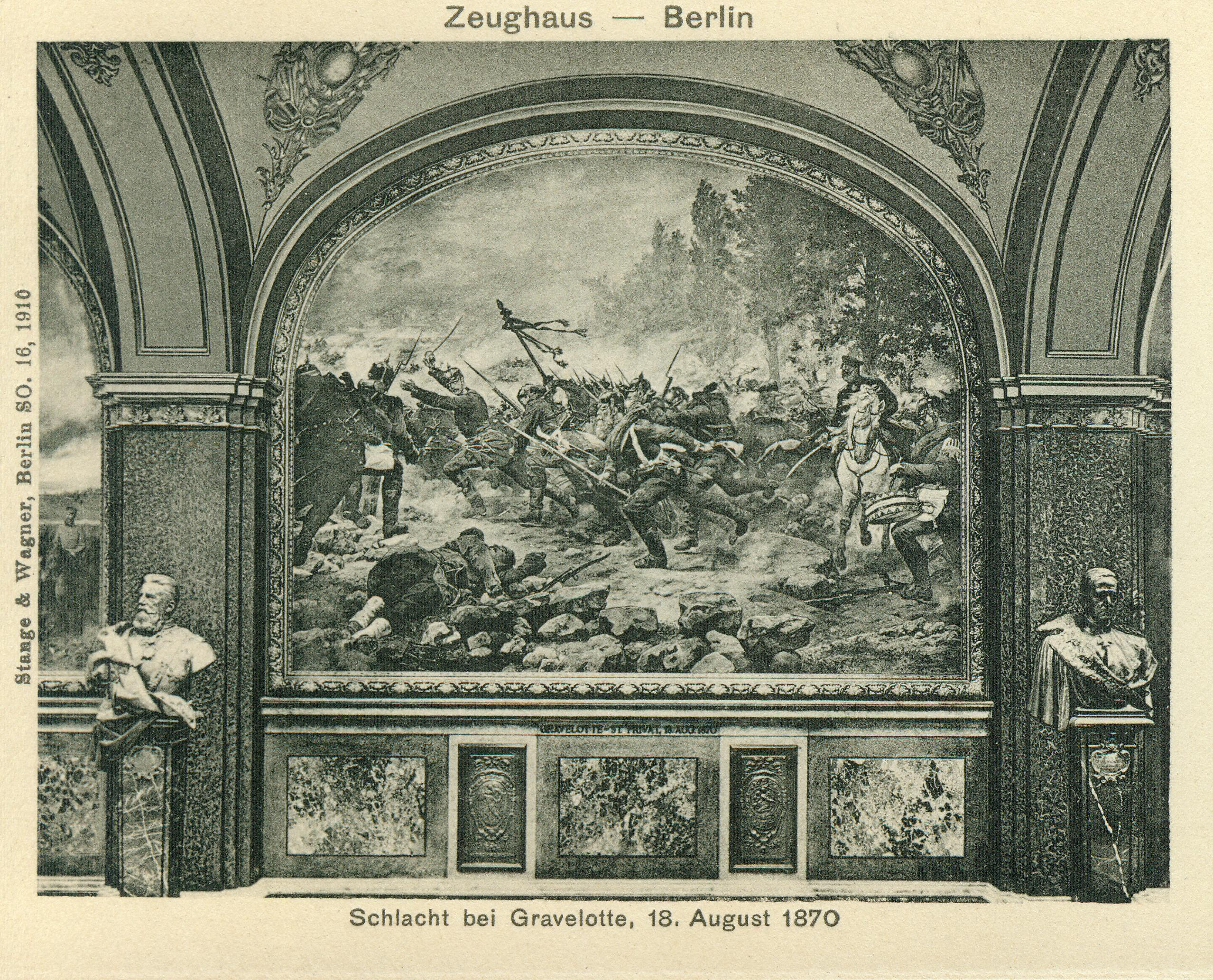
Tranh tường do Georg Bleibtreu vẽ tại Phòng Danh thơm Berlin, khắc họa trận Gravelotte.

Mặc dù lực lượng quân Đức tại Gravelotte – Quân đoàn VIII dưới quyền Thượng tướng Bộ binh August von Goeben – đã được Moltke tách khỏi quyền kiểm soát của Steinmetz, vị lão tướng vẫn cư xử như thể ông là tư lệnh của họ. Ngay sau khi nghe tiếng đạn pháo từ hướng Quân đoàn IX, Steinmetz lập tức ra lệnh cho Goeben tấn công trận tuyến đối phương. Goeben xua lữ đoàn tiên phong của ông tràn qua Gravelotte và tiến xuống khe Mance để tiến công các tuyến phòng ngự có thể được nhìn thấy rõ của bộ binh Pháp ở Moscou và Point du Jour. Ông dàn trận tuyến pháo binh về phía bắc Gravelotte, và chẳng bấy lâu sau pháo binh của Quân đoàn VII được điều đến để kéo dài trận tuyến về phía nam. Chỉ trong vòng 3 tiếng đồng hồ, Goeben để quy tụ được 150 khẩu đại bác. Khiếm khuyết này của súng trường Dreyse được bù lại bởi loại pháo của hãng Krupp cỡ nòng 6 bảng (3 kg) đạn nạp hậu mà pháo binh Đức sử dụng. Pháo Krupp có tầm bắn xa hơn, tốc độ bắn nhanh hơn, và cũng chính xác hơn loại pháo nạp tiền của Pháp rất nhiều.
Tiến về phía trước theo các đội hình được cải tiến, pháo binh Phổ đã giã tới tấp vào chiến tuyến quân Pháp trên các ngọn dốc đối diện trong suốt từ chiều đến tối. Đạn pháo của Phổ đã biến các nông trang Moscou và Saint-Hubert thành một đống đổ nát. Dưới những đống đổ nát, quân phòng ngự Pháp nằm chết la liệt, thậm chí có người còn bị thiêu sống. Mặc dù vậy, quân Pháp vẫn trụ vững trong các vị trí phòng ngự đối diện với Gravelotte của mình. Mọi đợt tiến công của bộ binh Phổ nhằm vào các cứ điểm trước Moscou và Saint-Hubert đều bị quân Pháp bẻ gãy với thiệt hại hết sức to lớn. Chỉ riêng tại Saint-Hubert là quân Phổ còn đạt được thắng lợi. Do tọa lạc dưới đỉnh của cao điểm phòng ngự, Saint-Hubert nằm ngoài tầm mắt của quân Pháp trên các chiến tuyến chủ yếu và chỉ được bố phòng bởi một tiểu đoàn duy nhất. 14 tiểu đoàn Phổ đã nhất tề xung phong và, sau một trận giao chiến dữ dội, họ đã chiếm được Saint-Hubert không lâu trước 15h.
Thắng lợi tại Saint-Hubert là đỉnh cao triều của các cuộc tấn công của Tập đoàn quân số 1. Mọi nỗ lực tiến xa hơn của họ đều bị hỏa lực bộ binh Pháp từ Moscou và Point du Jour chặn đứng; khi tiến lên các sườn dốc ở hai bên trận tuyến, quân của Goeben và viện binh của họ trở nên chen chúc trong những đám rừng và bụi rậm, làm cho đoạn đường đằng sau họ bị tắc nghẽn và điều này đem lại những hậu quả trầm trọng. Trong vòng vài tiếng đồng hồ, Steinmetz đã tin rằng ông đang đối mặt với lực lượng hậu quân yểm trợ cho một cuộc triệt thoái của quân đội Pháp. Vào lúc giữa chiều, với sự thất thủ của Saint-Hubert, Steinmetz có lẽ đã khẳng định rằng quân Pháp bắt đầu tan rã. Ông liền sai tướng Heinrich von Zastrow đem Quân đoàn VII vào trận ở bên phải Quân đoàn VIII. Quân Phổ chỉ có một con đường duy nhất để tiếp cận phòng tuyến quân Pháp, và đó là con đường chật hẹp nơi đã kẹt cứng với tàn binh của Quân đoàn VIII. Tiếng trống của Quân đoàn VII đã mở đầu cuộc tấn công không lâu trước 16h, và chỉ trong vòng vài phút, các toán tản binh đi đầu của Phổ tháo chạy trước làn đạn khốc liệt của địch. Họ cắm đầu chạy vào các đại đội bộ binh chính quy của quân đoàn, và đến phiên các đơn vị này cũng tan chạy.

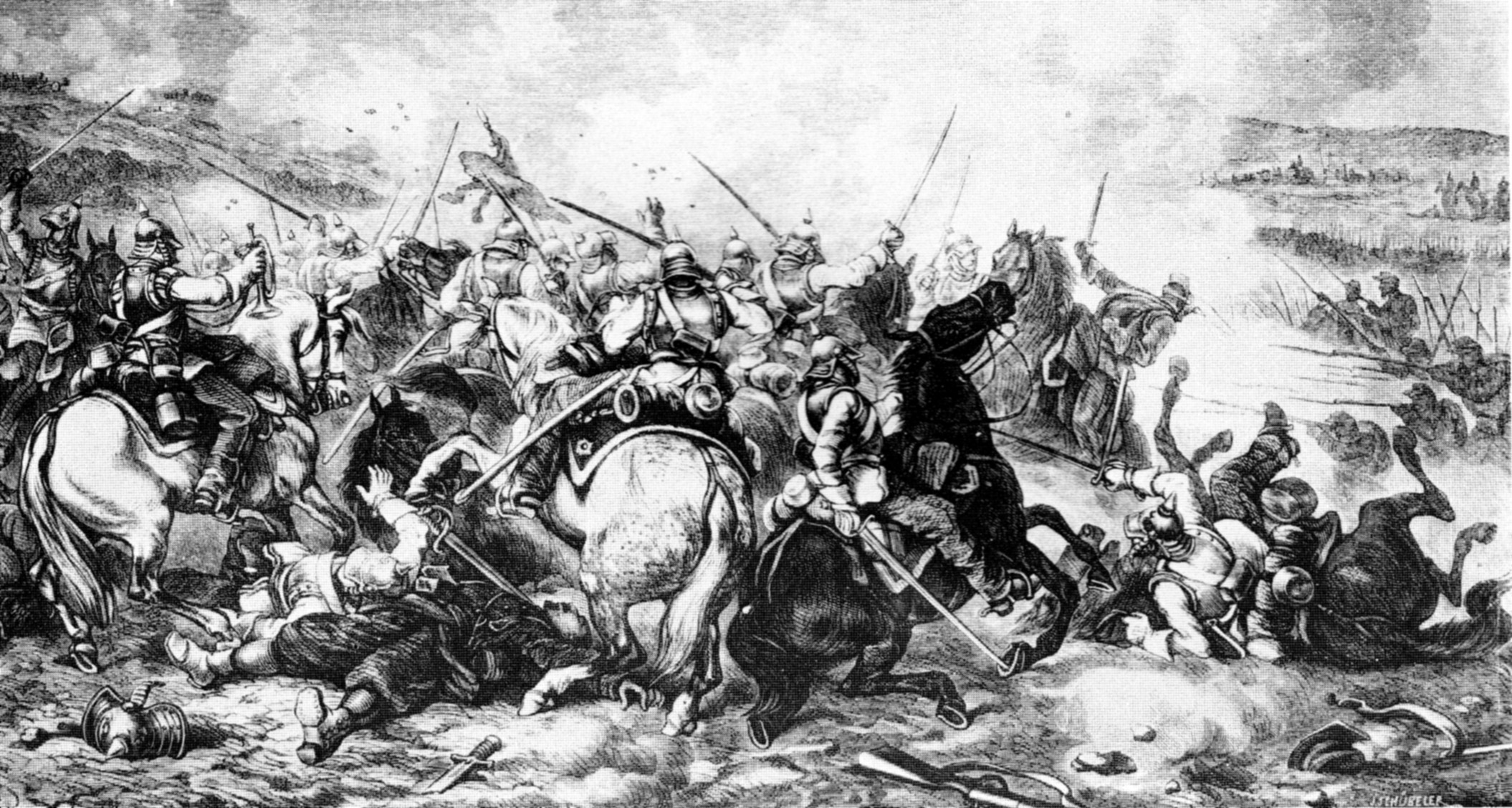
Cuộc tàn sát quân thiết kỵ Phổ tại Gravelotte, 1870, tranh vẽ của Juliusz Kossak.

Trong khi buổi chiều dần trôi qua, khu vực khe Mance trở thành một đống hỗn tạp gồm những người và ngựa chết hoặc bị thương, những xe goòng bị phá hủy và những khẩu pháo bị phá hỏng. Nhưng Steinmetz tiếp tục sai một Sư đoàn Kỵ binh số 1 tiến xuống sườn dốc phía tây, với nhiệm vụ truy đuổi quân Pháp về cổng thành Metz. Đồng thời, ông huy động pháo binh của Quân đoàn VII tiến về phía trước. Trong toàn bộ lực lượng pháo binh của Zastrow, chỉ có 4 khẩu đội tới được Saint-Hubert, và 3 khẩu đội được triển khai tại đây lần lượt bị loại khỏi vòng chiến đấu. Về phía kỵ binh, chỉ có một trung đoàn kỵ binh duy nhất mở được đường tiến vào Saint-Hubert, và nhanh chóng bị vỡ trận trước hỏa lực quân Pháp. Ngoài các đơn vị đã nêu ra, những mớ hỗn độn gồm kỵ binh, pháo binh và bộ binh Phổ chen nhau đổ xô vào khe Mance, nơi đã trở thành một bãi tử địa. Quân kỵ binh Phổ gắng sức rút khỏi đống hỗn độn này, và những con ngựa vô chủ của họ cuống cuồng chạy tháo thân. Vào lúc 17h, 43 đại đội Phổ, rút ra từ 7 trung đoàn riêng biệt, đã quy tụ tại Saint-Hubert và hoàn toàn không còn khả năng tấn công. Mọi lực lượng tiếp viện Phổ đều bị hỏng đội hình khi tiến qua đống hỗn độn ở khe Mance và sự xuất hiện của họ chỉ khiến cho tình hình càng thêm rối bời. Với sự cạn kiệt của hầu hết quân trừ bị, các cuộc tấn công của Steinmetz coi như đã bị đánh bại.

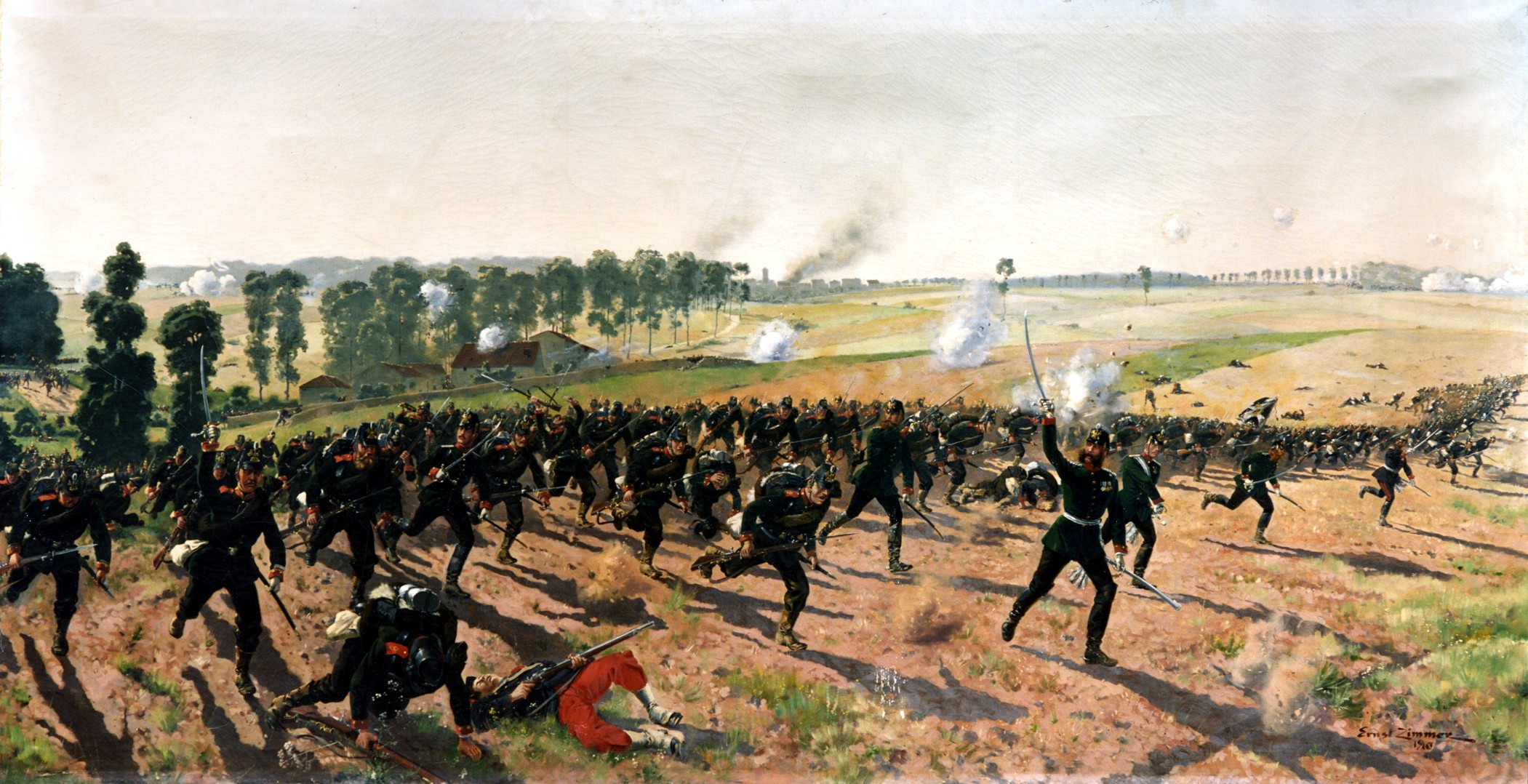
Tiểu đoàn Súng trường 9 Lauenburg trong trận Gravelotte, họa phẩm của Ernst Zimmer (Đức).

Các sử gia nhận định rằng một đợt phản công mạnh mẽ của quân Pháp sẽ phá vỡ trận tuyến quân Đức trong thời điểm này. Nhưng Bazaine không hề chớp lấy thời cơ. Các tướng lĩnh Pháp chỉ ngồi lại tại tổng hành dinh của mình và các sĩ quan kiệt sức của các trung đoàn Pháp cũng không muốn tiến quân qua bãi tử địa.

### Chiến trường phía bắc
Như đã nêu, cuộc tấn công của Manstein đã bị chặn đứng trên các sườn dốc phía bên kia Verneville. Nhưng vào buổi chiều, trong khi bộ binh của ông chờ thời cơ và pháo binh của ông nện vào các khẩu đội pháo Pháp, các đơn vị còn lại của Tập đoàn quân số 2 quay sang để hỗ trợ cánh trái quân ông. Một khi băng qua Verneville và các rừng cây bụi ở Bois de la Cusse, Friedrich Karl và bộ tham mưu Tập đoàn quân số 2 đã thấy rõ sai lầm của ông (và Moltke) lúc sáng. Các lều trắng của quân Pháp nằm trên dãy cao điểm trải dài đến tận St. Privat khẳng định với họ rằng Quân đoàn IX đã đánh vào trung quân chứ chưa hề tấn công ngang sườn quân Pháp. Nhận định rằng việc bọc sườn quân Pháp đòi hỏi phải huy động cả Quân đoàn Vệ binh lẫn Quân đoàn Sachsen, vào lúc 14h, Friedrich Karl hạ lệnh cho Quân đoàn Vệ binh chờ đến khi quân Sachsen kéo đến. Thậm chí ông không cho phép Vệ binh tiến công các tiền đồn địch tại St Marie-les-Chênes dưới chân bờ dốc St. Privat. Giống như Quân đoàn IX, Quân đoàn Vệ binh đã lập các hỏa điểm, khai triển pháo binh và bắn tỉa quân Pháp trong khi chờ đợi quân Sachsen.

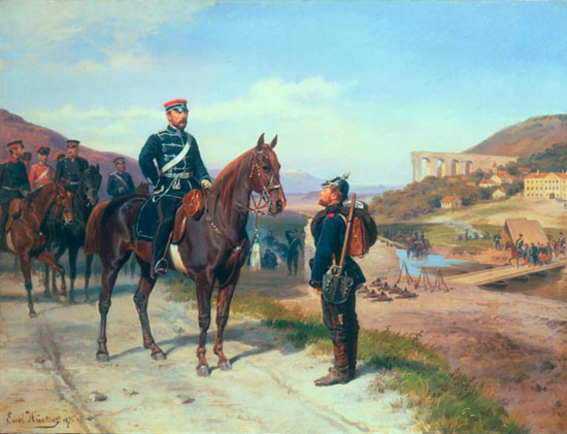
Friedrich Karl qua nét vẽ của Emil Hünten, tranh sơn dầu trên vải bạt (1870).

Đến 15h, Quân đoàn XII Sachsen nổ súng tấn công tiền đồn quân Pháp tại Saint-Marie-aux-Chênes. Quân Sachsen và Vệ binh Phổ đã bị thiệt hại nặng nề trước sự chống cự của một đội quân trú phòng bị áp đảo về quân số đến 20 chọi 1. Nhưng chỉ sau nửa tiếng đồng hồ, quân Đức với sự yểm trợ đắc lực của pháo binh đã quét sạch quân trú phòng ra khỏi ngôi làng, buộc họ phải chạy về tuyến phòng ngự chính của Pháp. Cả vị tướng chỉ huy Quân đoàn Vệ binh Phổ là Vương thân August xứ Württemberg và Thái tử Albert của Sachsen đều không muốn tấn công trực diện các cứ điểm kiên cố ở Saint-Privat. Thay vì thế, Quân đoàn Sachsen thọc lên làng Roncourt trên mạn bắc, rồi từ đây sẽ đi vòng về phía đông. Theo đó, các đơn vị kỵ binh của họ sẽ tiến vào thung lũng hạ Moselle trong khi bộ binh đánh thọc sườn bị hở của đối phương.
Trong khi quân Vệ binh dàn trận tuyến pháo binh về phía nam St. Marie và quân Sachsen triển khai trận tuyến pháo binh về phía bắc ngôi làng, pháo binh Quân đoàn III do Thiếu tướng Hans von Bülow chỉ huy đã tiếp viện cho pháo binh Quân đoàn IX. Với sức mạnh ghê gớm, 180 cỗ đại bác Phổ đã xé nát trận địa quân Pháp tại Amanvillers và Saint-Privat, biến nơi đây thành một "địa ngục hoành tráng và ghê tởm". Canrobert liên tục yêu cầu trợ giúp và chỉ nhận được có vài trăm quả đạn pháo. Vào lúc 17h, pháo binh Pháp coi như đã bị đánh bại và không còn có khả năng yểm trợ những tuyến bộ binh dày đặc quanh St. Privat khỏi sự trừng phạt của các khẩu đại bác Đức.

#### Các đợt tấn công của Vệ binh Phổ
Vì những lý do mơ hồ, August đã sớm quyết định xua Quân đoàn Vệ binh xung phong vào cuối chiều hôm ấy. Theo một số tài liệu, sự bất ngờ câm tịt của các hỏa điểm quân Pháp đã khiến cho vị tư lệnh Quân đoàn Vệ binh tin rằng Canrobert đang chuyển quân tới Amanvillers để tấn công Quân đoàn IX. Có ý kiến khác cho rằng ông nhầm tưởng quân Sachsen đã vào vị trí và chuẩn bị tiến công. Ngoài ra, theo một quan niệm thịnh hành sau trận đánh, sự ghen tỵ nhỏ nhen đã thôi thúc ông giành hết vinh quang trong trận chiến cho các đơn vị Vệ binh trước khi quân Sachsen nhập cuộc. Dù thế nào đi nữa, August đã phát lệnh tiến công mà không hề ban lệnh cho pháo binh yểm trợ bước tiến của bộ binh. Nôn nóng trước sự chậm trễ của quân Sachsen trong khi ngày đang tàn dần, Thân vương Friedrich Karl chấp thuận quyết định của August. Không lâu trước 18h, một lữ đoàn Vệ binh ra đòn mồi nhử để giam chân sư đoàn bên phải của Quân đoàn IV Pháp. Cuộc tấn công của lữ đoàn này lên khu vực đất trống đã làm chệch hướng quân Pháp được vài phút, với cái giá là 2.500 thương vong trong vòng 45 phút. Quân Phổ mất nhiều sĩ quan đến mức mà một tiểu đoàn phải được đặt dưới sự chỉ huy của một học viên sĩ quan.

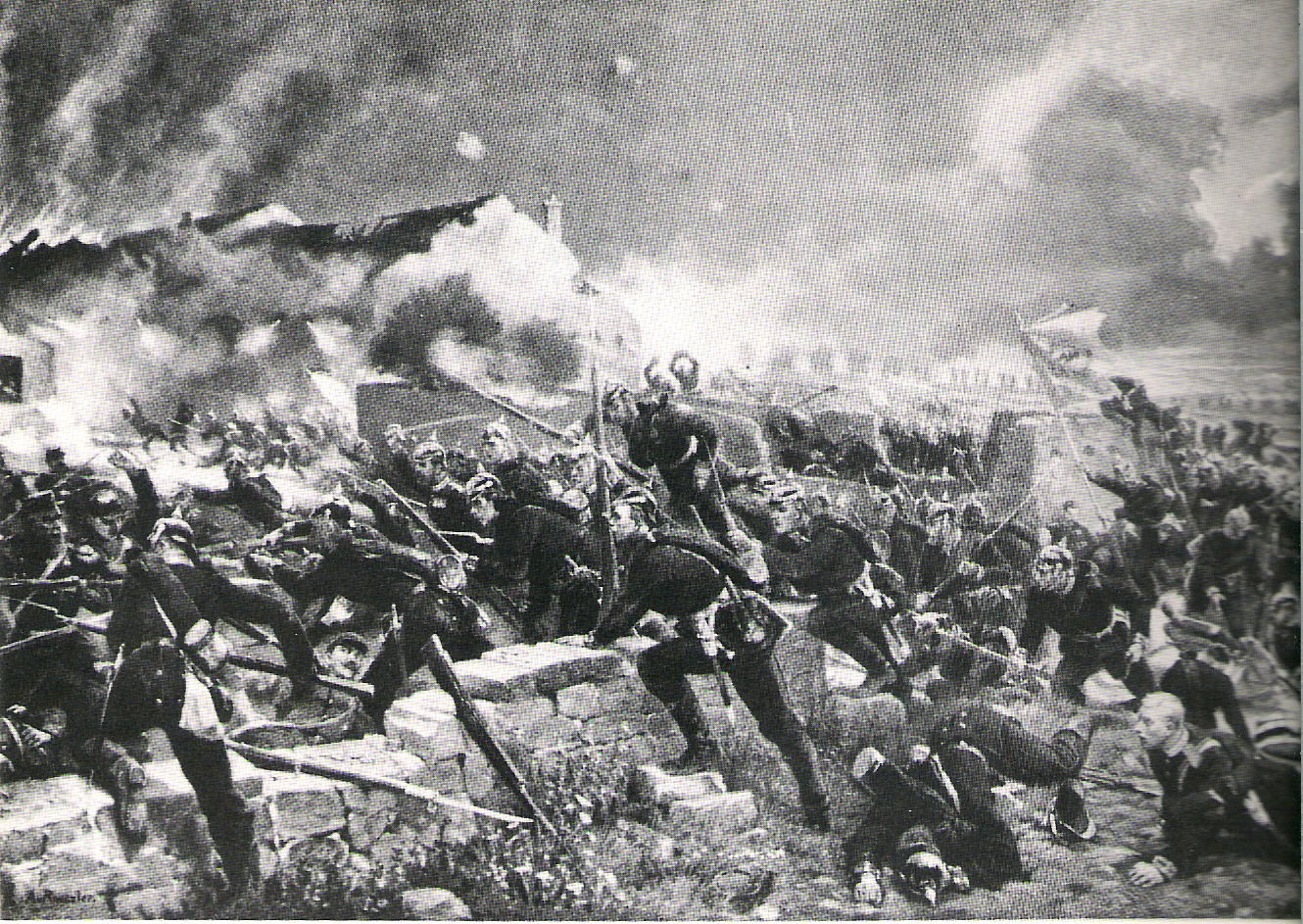
Quân Vệ binh Phổ trong trận Saint-Privat.

Lúc 18h, Tư lệnh August điều động 3 lữ đoàn còn lại lần lượt tấn công. Các tuyến tản khai, theo sau là các đội hình dày đặc của quân chính quy Phổ, bắt đầu di chuyển về làn hỏa lực của quân Pháp. Kết quả là một cuộc thảm sát. Các sĩ quan trên lưng ngựa là những người đầu tiên bị súng trường bộ binh Pháp đốn ngã. Lính bộ binh Cận vệ Phổ xông về phía đạn bắn trong tư thế "khom vai và cúi đầu" dưới sự dẫn dắt của những tiếng la, thét của các thủ trưởng và những tiếng trống kèn của trung đoàn họ. Những đợt tấn công liên tiếp của họ đều bị bẻ gãy ở cự ly cách tuyến phòng ngự chính của Pháp 1.000 yard, với thiệt hại hết sức nặng nề. Nhằm cải thiện tình hình, mọi đội hình chính quy của Vệ binh Phổ đã hòa lẫn với các toán tản binh đi đầu và phân tán thành độc một tuyến tản khai dài rồi tiếp tục lấn lên phía trước. Nhờ tinh thần dũng cảm của quân lính và sự chủ động của các sĩ quan cấp thấp vừa lên chỉ huy những đại đội rệu rã, quân Vệ binh quét sạch đối phương ra khỏi tất cả mọi vị trí tiền tiêu và đến được một số khu vực cách Saint-Privat từ 600 đến 800 bước. Từ đây, họ ngừng tấn công và núp vào các vị trí bắn để đợi viện binh Sachsen đến ứng cứu.

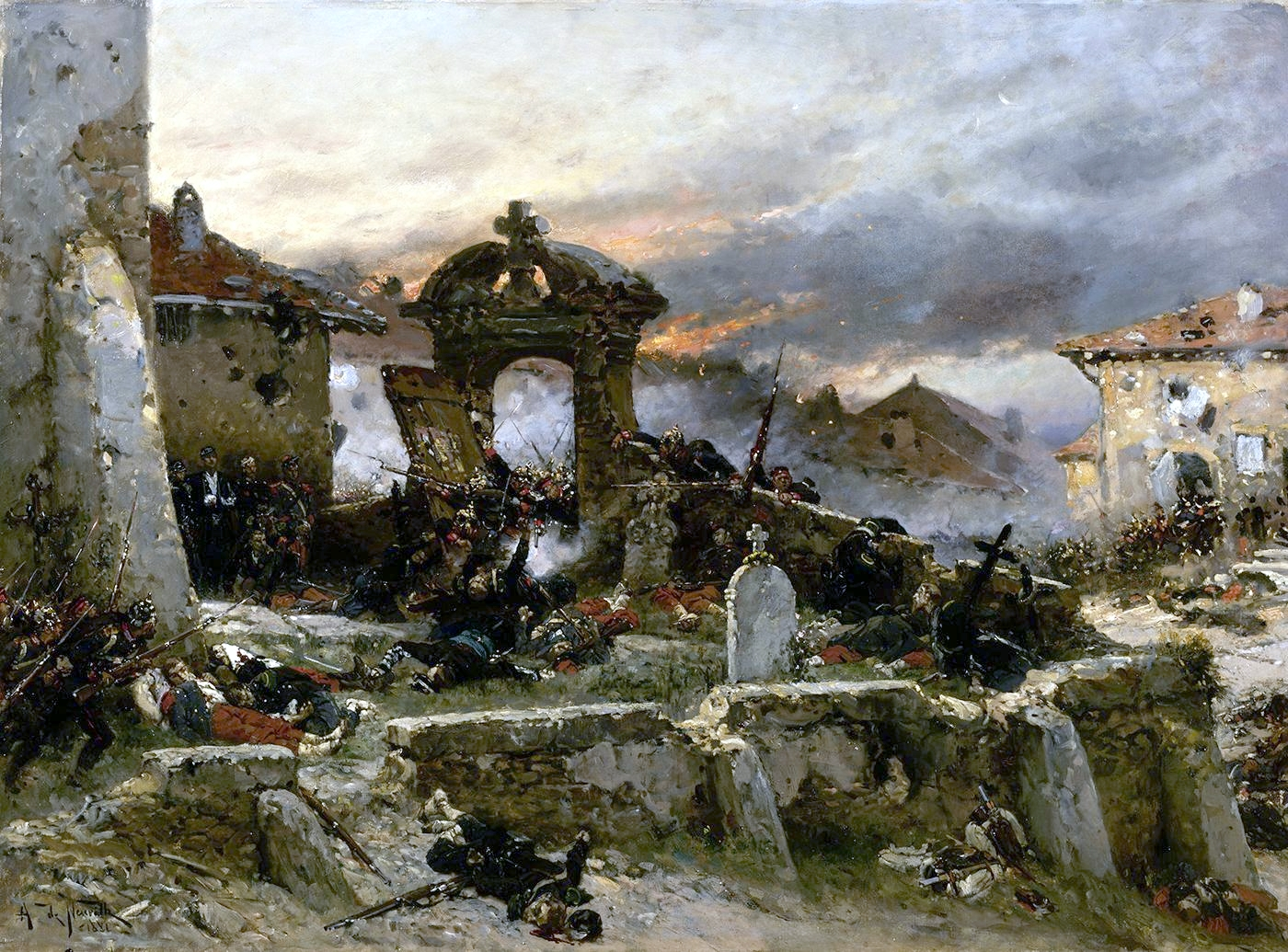
Cuộc chiến đấu giữa liên quân Phổ-Sachsen với quân Pháp tại nghĩa địa Saint-Privat

Sau khi được điều gấp vào trận, 12 khẩu đội pháo binh Cận vệ dưới sự chỉ huy tài tình của Thiếu tướng-Vương tước Kraft zu Hohenlohe-Ingelfingen đã thổi bay mọi cuộc phản công riêng lẻ của kỵ binh và bộ binh Pháp trong phạm vi giữa Amanvillers và Saint-Privat. Các khẩu đội pháo Phổ đã giam chặt những trung đoàn gan góc nhất của Pháp trong cứ điểm phòng thủ. Vả lại, mặc dù thất bại nhưng các đợt tấn công của bộ binh Cận vệ Phổ đã gây đủ sức ép lên Quân đoàn VI Pháp để quân Sachsen dễ thực hiện nhiệm vụ của mình hơn.

### Quân Pháp bại trận ở Saint-Privat
Về phía bắc Saint-Privat, Canrobert chỉ chốt một lực lượng mỏng để bảo vệ sườn trái của mình, và trong khoảng thời gian từ 18 đến 19h, toán quân này không thể làm gì ngoài việc trì hoãn bước tiến của quân Sachsen qua Montois và Roncourt. Lúc 19h, khi trời chạng vạng tối, Quân đoàn Sachsen vào được Roncourt và quét sạch quân Pháp về làng Saint-Privat. Quân Sachsen đã khai triển 14 khẩu đội pháo để cùng với các khẩu đội Cận vệ oanh kích vào làng. Nhiều ngôi nhà bị bốc cháy hoặc sập đổ trước những cơn mưa đạn pháo của Đức.
Đến thời điểm này, tình hình Quân đoàn VI đã thực sự trở nên nguy kịch: pháo binh của quân đoàn đã bị xóa sổ trong khi bộ binh của quân đoàn lại bị kẹp giữa hai làn đạn. Và, chỉ huy quân đoàn là Canrobert đã quyết định tháo lui từ trước. Giờ đây, sau khi cảnh báo Ladmirault ở bên trái và gửi điện nhắn Bourbaki yểm trợ đường rút của mình, Canrobert sai tướng Du Barail huy động kỵ binh tấn công để câu giờ cho ông tổ chức triệt thoái. Đợt tấn công cuối cùng này đã rơi vào vô vọng, do kỵ binh Pháp chỉ tiến được 50 yard thì bị hỏa lực quân Đức bắn tan tành. Thừa thắng, 5 vạn quân 19 tiểu đoàn Phổ và Sachsen xung phong mãnh liệt vào đội hình rã rời của 9 tiểu đoàn Pháp tại Saint-Privat. Một số đơn vị quân Pháp triệt thoái trong trật tự, số khác bị tan vỡ, song một vài đơn vị khác tiếp tục cầm cự trong các căn nhà bị bốc cháy. Sau một tiếng đồng hồ đánh giáp lá cà, quân Đức làm chủ được Saint-Privat. Những đội hình dọc lộn xộn của quân Pháp chạy dài trên đoạn đường Woippy, chỉ được một số tiểu đoàn yểm trợ.
Trong khi đó tướng Bourbaki đã mang đội Cận vệ Đế chế vào chiến trường. Suốt cả ngày hôm ấy, Bourbaki đã đặt quân Cận vệ trong tư thế sẵn sàng ở giữa tuyến phòng ngự. Đầu ngày, khi Bazaine sai ông điều một lữ đoàn hỗ trợ cho Frossard, Bourbaki từ chối. Bazaine sau đó đã phó mặc mọi quyết định đối với đội Cận vệ cho Bourbaki và không còn gửi một thông điệp nào nữa. Bourbaki ở lại sau trận địa cho đến 18h15, khi hai sĩ quan từ Amanvillers đến thỉnh cầu ông giúp sức Ladmirault. Trong thời điểm này quân đoàn Ladmirault đang phản công để giải tỏa áp lực cho Canrobert và, mặc dù các đơn vị của ông chịu thiệt hại nặng nề dưới làn hỏa lực khốc liệt của Đức, Ladmirault tin rằng quân Đức cũng kiệt quệ không kém và quân Pháp khi được tăng cường lực lượng có lẽ sẽ xoay chuyển thế trận. Bourbaki ban đầu do dự, nhất là khi chứng kiến một số binh sĩ tháo chạy từ mặt trận Quân đoàn VI, nhưng các sứ giả của Ladmirault cuối cùng đã thúc giục được ông mang một sư đoàn tới trận địa. Lúc 18h45, khi tiếp cận cao nguyên St. Privat, Bourbaki nhìn thấy một mớ loạn quân ào ạt đổ xuống đường, cản mất đường đi và gây ảnh hưởng xấu đến kỷ cương của đội Cận vệ. Bourbaki cả giận mắng nhiếc người dẫn đường của mình:
Các đã anh hứa hẹn một chiến thắng với tôi, giờ các anh lại bắt tôi dính vào một cuộc thua chạy. Các anh không có quyền làm như thế! Không cần phải kêu tôi ra khỏi các vị trí tuyệt vời của mình để làm vậy.
Trong cơn giận dữ, viên chỉ huy Cận vệ Đế chế bắt đầu quay quân trở lại vị trí. Hình ảnh đội Cận vệ "thần thánh" rút lui với sự nhốn nháo rõ rệt không chỉ khẳng định nỗi sợ hãi của những mớ loan quân chạy khỏi mặt trận Quân đoàn VI mà còn gây cho một bộ phận Quân đoàn IV hoảng loạn. Sau đó Bourbaki nguôi giận, nhưng không thể nào vãn hồi tình thế: đội Cận vệ đã nằm ngoài vòng kiểm soát và hoàn toàn rút chạy ngay khi cuộc kháng cự cuối cùng của Quân đoàn VI bị liên quân Phổ-Sachsen đè bẹp. Việc duy nhất mà Bourbaki làm được là triển khai pháo binh để ngăn chặn sự truy kích của đối phương. Cuộc triệt thoái của đội Cận vệ đã làm hở sườn Quân đoàn IV, và tình hình đó buộc Ladmirault phải rút quân. Tương tự như Quân đoàn IV, Quân đoàn VI đã biến thành một dòng người, ngựa và xe goòng bát nháo xuôi theo đoạn đường tới Woippy và Metz.

### Cuộc tấn công cuối cùng
Vào khoảng 19h, Quân đoàn II Phổ dưới sự chỉ huy của Thượng tướng Bộ binh Eduard von Fransecky đã bắt đầu tiếp cận trận địa. Quân đoàn II là một trong loạt đơn vị thứ hai của Đức được điều ra chiến trường, và kể từ khi đến Pháp, họ phải hành binh vất vả để bắt kịp bước tiến chung của quân đội Đức. Lính của Fransecky đã mỏi nhừ, đói khát và cạn kiệt lương thực trong thời điểm họ tiếp cận chiến địa. Trong khi phòng tuyến quân Pháp đang tan vỡ trên mạn bắc, tướng Steinmetz tại mạn nam vẫn cam đoan rằng một đợt tấn công nữa sẽ mang lại cho ông chiến thắng. Ông bèn thỉnh cầu vua Wilhelm I cho phép ông tung Quân đoàn II vào trận.[d] Nhà vua vốn đã đến Gravelotte sau khi nhận được một bức điện của Steinmetz với nội dung sai lệch rằng quân Phổ đã làm chủ các cao điểm. Đến nay, khoảng 19h, Wilhelm I phê chuẩn quyết định tiếp tục tấn công của Steinmetz nhằm "chiếm lại" các cao điểm mà ông tin là "đã từng được làm chủ, và sau đó bị mất". Moltke chỉ bày tỏ sự phản đối của mình với lệnh vua bằng cách im lặng và quay lưng về phía nhà vua.
Bất chấp sự phản kháng của Goeben, Steinmetz cùng các tướng nhất trí cho Goeben xua các lực lượng trừ bị cuối cùng tiến công nông trang Point du Jour trong khi Fransecky tiến công Moscou. Khi những người lính Đông Phổ dày dạn của Goeben tiến công, toàn bộ chiến tuyến quân Pháp dưới quyền Frossard và Leboeuf xả đạn tới tấp và đợt công kích cuối cùng của Steinmetz đã bị chặn ngay ở tầm bắn thẳng. Bộ binh Phổ nháo nhào tháo chạy, và tình hình càng tồi tệ hơn khi pháo binh Phổ từ Gravelotte bắn mù quáng vào các đơn vị bộ binh Phổ. Những mớ loạn quân trên đoạn đường chật hẹp trong khe Mance giờ đây không còn sức kiên nhẫn. Trước sự kinh ngạc của nhà vua, hàng nghìn binh lính thuộc các khối kỵ binh, các pháo đội kỵ binh và các đơn vị bộ binh cắm đầu cắm cổ chạy qua Gravelotte, ngôi làng đã bốc cháy sau những đợt oanh kích của pháo binh Pháp. Bản thân Fransecky bị hoảng hốt khi hàng tá binh lính la lớn: "Thưa Tướng công, chính những người anh em đang bắn vào chúng tôi". Thậm chí các binh sĩ bộ binh còn hô to: "Chúng ta thua rồi". Wilhelm I và các sĩ quan tham mưu của mình ra sức ngăn chặn quân lính tháo chạy nhưng vô ích.
Cơn hoảng loạn lan khắp hậu quân Đức đến độ các sĩ quan từng nghĩ đến việc hộ tống Quốc vương ra khỏi chiến địa. Làn sóng tháo chạy chỉ dừng lại khi các mớ tàn quân Phổ trốn được vào Rezonville, một nơi tương đối an toàn cho họ. Sử gia Michael Howard nhận định:

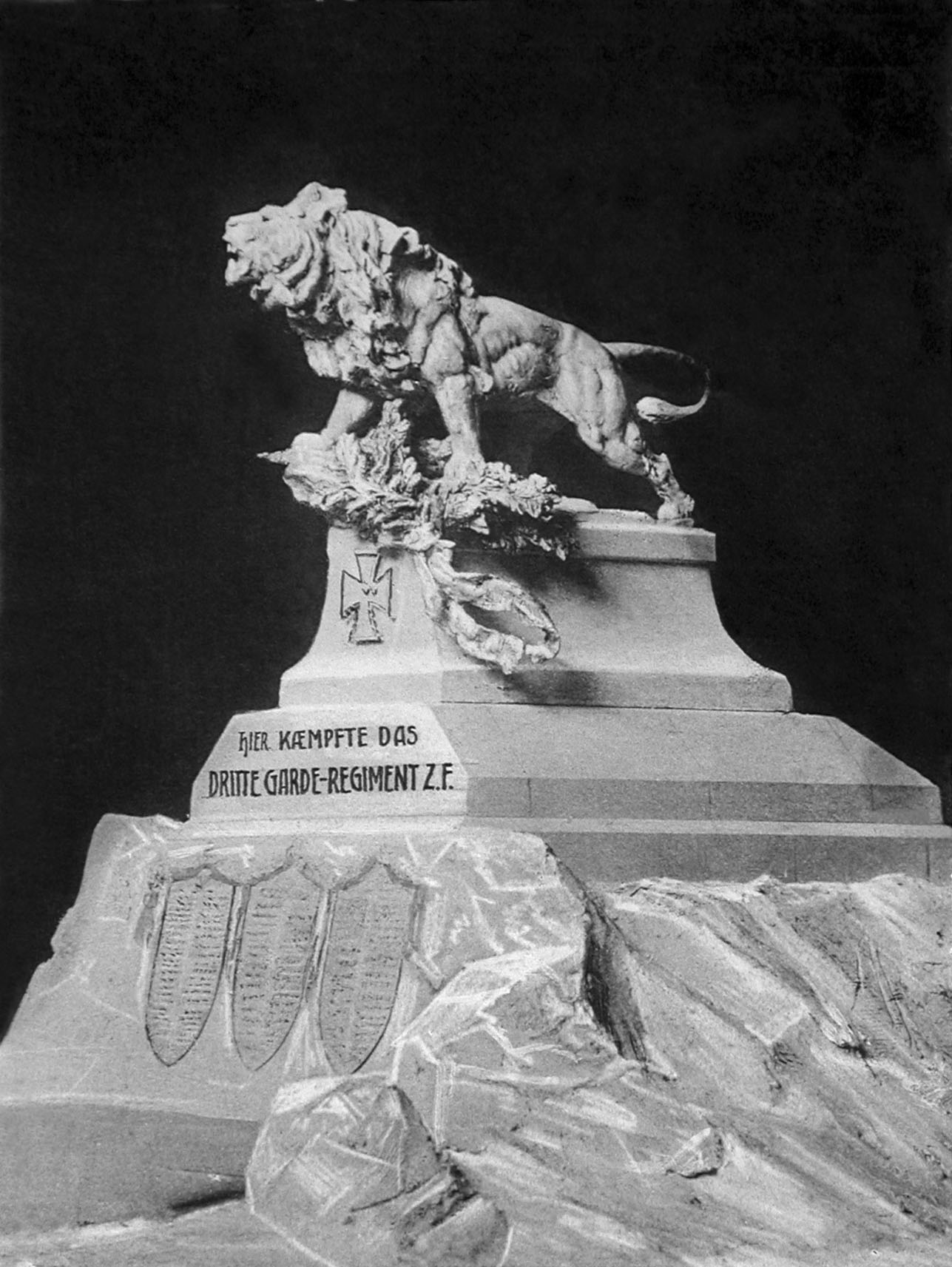
Đài tưởng niệm quân Đức trong trận Gravelotte-St. Privat

Mặc dù bị sửng sốt trước cảnh tượng này, người của Fransecky vẫn cố duy trì kỷ luật và tiến qua khe Mance, nơi đã bị bỏ hoang và tất cả những gì còn lại chỉ là những người chết và bị thương nằm la liệt. Khi trèo qua ngọn dốc ở bên kia con kênh, một số đơn vị đi đầu của Quân đoàn II đã nổ súng vào những toán quân mà họ nhìn thấy mập mờ qua hàng cây. Trái với nhầm tưởng của binh lính Quân đoàn II, đây là những người lính Đông Phổ của Goeben còn sót lại quanh Saint-Hubert sau cuộc chạy loạn và đang trấn giữ một trận tuyến mỏng manh. Những người lính đơn độc này buộc phải quay lại bắn trả cái mà họ ngỡ là một kẻ thù mới. Quân Phổ đã bắn giết lẫn nhau trong vòng 30 phút. Cuối cùng, tàn quân Phổ tại Saint-Hubert tan vỡ và bỏ chạy về phía sau. Đến giờ, hàng ngũ Quân đoàn II mới biết được bản chất thật sự của "quân địch" mà họ đã đối mặt. Quân đoàn II tiến vào trấn thủ các vị trí đã bị bỏ trống và ra hiệu lệnh ngừng bắn để chấm dứt mọi cuộc tàn sát lẫn nhau.
Cuộc chiến trên mặt trận phía nam đã kết thúc vào 21h30 với sự thất bại của quân Phổ. Tập đoàn quân số 1 chịu nhiều tổn thất và sĩ khí của họ bị sa sút nghiêm trọng. Như một sự trừng phạt bản thân vì đã đánh trận một cách tồi tệ, vua Wilhelm I đòi đóng trại ngoài trời cùng ba quân trên cao nguyên. Tuy nhiên, nhà vua và bộ tham mưu ông cuối cùng cũng trở về Rezonville và thảo luận về những việc phải làm tiếp theo. Các tùy tùng của nhà vua thẳng thừng bảy tỏ quan điểm rằng quân đội Phổ-Đức đã sức tàn lực kiệt, nhưng trước sự khăng khăng của Moltke, Wilhelm I đã ban lệnh tiếp tục tiến công vào ngày hôm sau.
Bên kia chiến tuyến, các sĩ quan Pháp ở đầu khe Mance đã lưu ý thấy những dấu hiệu suy sụp và hoảng loạn của binh lính dưới quyền. Lúc 19h, trung đoàn 8 của Frossard được điều ra tiền tuyến để thay chân trung đoàn 23 tại nông trang Moscou, vốn đã cạn sạch đạn dược sau các đợt tấn công dồn dập của Steinmetz. Khi đến cứ điểm Moscou dưới làn đạn pháo ác liệt của Phổ, lính Trung đoàn 8 nhận thấy đồng đội của họ ở trrung đoàn 23 không dám rời bỏ các chiến hào và tường đá của mình. Dù những cây súng và túi đạn của họ đều trống rỗng, lính Pháp không dám rút qua khu vực rộng mở phía sau họ vốn đang bị đại bác Krupp dày xéo. Không chỉ riêng trung đoàn 8 mà toàn bộ lữ đoàn của tướng Gaspard Pouget đã bám trụ lại trận địa của mình vì sợ đạn pháo Phổ. Khi đi ngựa đến Moscou vào ngày hôm sau, tướng Phổ Verdy du Vernois ngạc nhiên khi thấy quân phòng ngự vẫn còn đầy dưới các hào trú ẩn, nhưng khi ông mang cờ trắng đến gần quan sát thì thấy số quân Pháp này đều đã chết do những mảnh pháo nổ phía trên.

## Kết cục
Hàng nghìn lính Bắc Đức đã hòa với lính Phổ hát vang ca khúc khải hoàn "Nun danket alle Gott" tại Saint-Privat, nhưng phải đến sau nửa đêm thì nhà vua và Moltke mới nhận được tin từ Friedrich Karl rằng cánh phải của quân Pháp đã bị đánh tan và quân đội Đức đã chiến thắng.

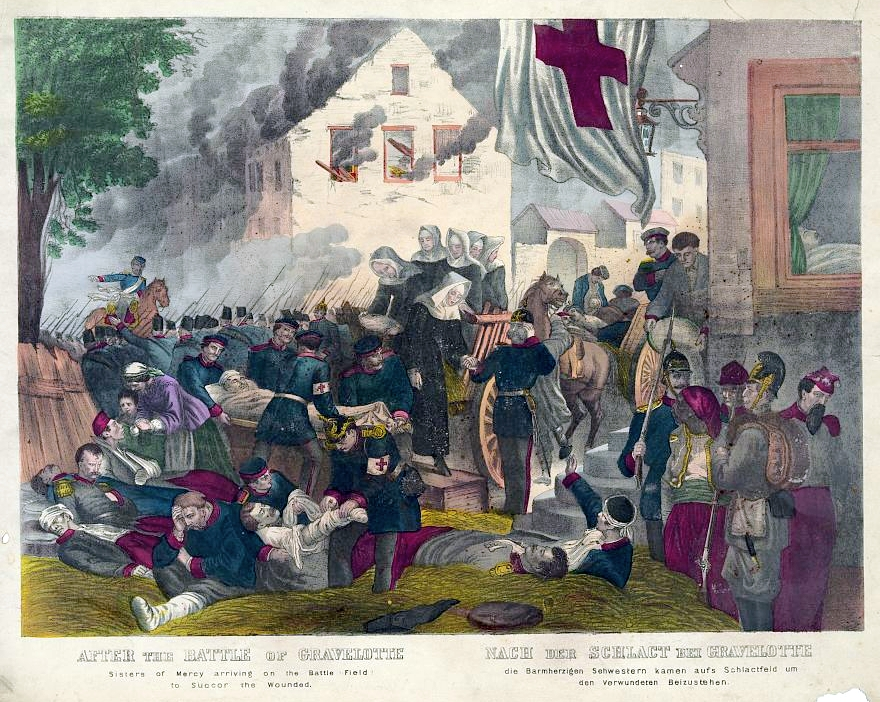
Hội "Các Chị em của Tình thương" chữa trị cho thương binh sau trận Gravelotte.

Tổn thất trong trận đánh hết sức khủng khiếp, đặc biệt là với các đội quân Đức tham gia tấn công. Thiệt hại của họ bao gồm 328 sĩ quan và 4909 binh lính tử trận, 572 sĩ quan và 13.858 binh lính bị thương và 493 người bị bắt hay mất tích. Trong khi đó, quân Pháp mất 88 sĩ quan và 1.058 binh lính bị giết, 396 sĩ quan và 6.313 binh lính bị thương cùng 111 sĩ quan và 4.309 binh lính bị bắt hay mất tích – phân nửa trong số đó bị thương. Trong khi 3/4 thương vong của quân Đức gây ra bởi súng trường Chassepot của quân Pháp, 3/4 thương vong của quân Pháp là do đạn pháo Krupp gây nên. Chi tiết thiệt hại có thể kể đến: các đơn vị Tập đoàn quân số 1 chịu thiệt hại đến 4.219 người, trong khi các đơn vị Pháp đối mặt với họ (Quân đoàn II, các sư đoàn 3 và 4 của Quân đoàn III) chỉ tổn thất 2.155 quân. Các sư đoàn bộ binh Cận vệ Phổ còn tổn thất nặng hơn nữa, mất 8.000 người trong tổng số 18.000 binh lính. Lực lượng Cận vệ đặc biệt Jäger mất 19 sĩ quan, một bác sĩ quân y và 431 binh lính trong tổng số 700 người. Lữ đoàn 2 bộ binh Cận vệ mất 39 sĩ quan và 1.076 binh lính. Lữ đoàn 3 bộ binh Cận vệ mất 36 sĩ quan và 1.060 binh lính. Về phía quân Pháp, các đơn vị phòng ngự Saint-Privat mất hơn nửa quân số.
Trận đánh đã cho thấy sự linh hoạt của lực lượng pháo binh Phổ, khi họ vãn hồi tình hình sau các đợt tấn công thất bại của bộ binh và gây tổn thất ghê gớm cho các lực lượng phỏng thủ vững mạnh của quân Pháp. Sau chiến tranh, các nhà tư tưởng quân sự Đức đã nghiên cứu về tổn thất nặng nề của quân đội Phổ trong những trận đánh như Spicheren và Gravelotte để đúc kết kinh nghiệm rằng những cuộc tấn công ồ ạt bằng lưỡi lê của bộ binh không còn có tác dụng trên những chiến trường chi phối bởi hỏa lực súng trường và đại bác của chiến tranh hiện đại. Trái lại, các nhà tư tưởng quân sự Pháp khẳng định rằng những thắng lợi của quân Phổ bất chấp thương vong cao cho thấy tinh thần tấn công mới là nhân tố quyết định của chiến tranh hiện đại, chứ không phải hỏa lực. Quan niệm này đã góp phần củng cố trào lưu "sùng bái tấn công" trong giới chỉ huy quân sự Pháp đầu thế kỷ XX và dẫn đến những cuộc tấn công thảm bại của quân đội Pháp trong giai đoạn đầu Chiến tranh thế giới thứ nhất.
Vào ngày 19 tháng 8, Bazaine báo cáo với Hoàng đế về tình hình Tập đoàn quân Rhine: "Quân lực đã mỏi mệt với những trận đánh không ngừng nghỉ ấy, những trận đánh đã không để cho họ hồi sức; họ cần phải được nghỉ hai hoặc ba ngày.... Tôi vẫn dự tính tiến lên phía bắc và chiến đấu mở đường qua Montmédy trên đoạn đường Ste Ménéhould-Châlons, nếu như nó không bị [địch] chiếm đóng quá chặt chẽ; nếu không được, tôi sẽ tiến quân qua Sedan và Mézières để đến Châlons". Và, để cho quân lực của mình được nghỉ dưỡng, Bazaine đã rút toàn bộ Tập đoàn quân Rhine uể oải vào trong pháo đài Metz. Và sự kiện đã đánh dấu sự chấm dứt vai trò tích cực của Tập đoàn quân Rhine trong cuộc chiến: ngay từ trước khi trận đánh mở màn, Bazaine đã được cho biết rằng trong pháo đài chỉ có chưa đầy 90 vạn viên đạn Chassepot, song số lượng thực phẩm và đạn đại bác thậm chí còn khan hiếm hơn. Với nguồn thức và đạn dược hạn chế như vậy, Metz đã trở thành một cái bẫy thay vì là một nơi "nghỉ dưỡng" của Bazaine, và ông đã "mất đi khả năng phòng vệ đất nước".

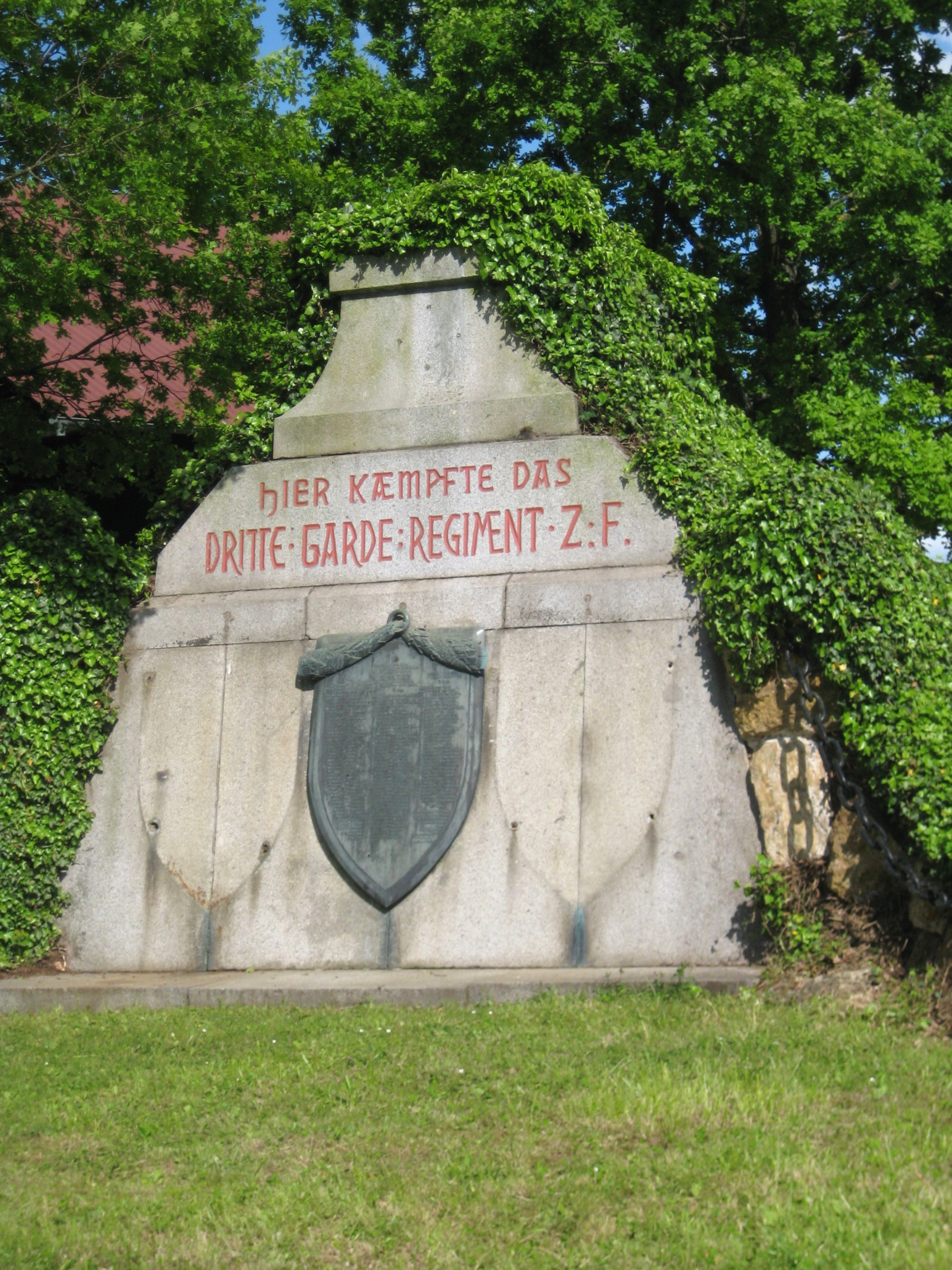
Đài tưởng niệm Trung đoàn Vệ binh 3 Phổ tại Saint Privat.

Trong buổi sáng ngày 19 tháng 8, khi mà quân Pháp đã tháo lui, người Đức vẫn không mang nhiều tâm trạng của kẻ chiến thắng. Ngoại trừ Moltke, toàn thể Bộ Chỉ huy quân Phổ đều hãi hùng trước cuộc tàn sát ở Gravelotte, trong đó người Đức bị thiệt hại nhiều nhất. Đặc biệt vua Wilhelm I bị sốc trước sau khi được tin Quân đoàn Vệ binh mất 8.000 sĩ quan và binh lính gần như chỉ trong 20 phút. Bismarck cũng lên án cách đánh "đồ tể" của Steinmetz. Nhưng Moltke hầu như vẫn giữ được điềm tĩnh, ông không hề tự nhủ mình có đáng bị quy trách vì những sai lầm trong trận đánh hay không. Song, với việc một tập đoàn quân chủ lực Pháp bị cô lập ở Metz, trận Gravelotte đẫm máu thật sự đã trở thành một thắng lợi chiến lược quyết định của quân đội Phổ, ảnh hưởng trực tiếp đến sự thất bại và sụp đổ của Đệ Nhị Đế chế Pháp cũng như sự ra đời của Đế quốc Đức. Tờ báo quốc gia National Zeitung của Phổ đã không khoác lác khi đánh giá Gravelotte là "sự kiện có tầm quan trọng lớn nhất trong cuộc chiến".

#### Những diễn biến theo sau
Mặc dù vua Wilhelm I trở nên tin rằng chiến thắng Gravelotte và sự cô lập Tập đoàn quân Rhine trong pháo đài Metz là thời điểm quyết định của cuộc chiến, Moltke vẫn không dám chắc. Vào buổi sáng ngày 19 tháng 8 năm 1870, ông bắt đầu chuyển trọng tâm của mình sang cánh quân MacMahon tại Châlons ở phía tây. Được sự chấp thuận của đức vua, Moltke ra chỉ thị tách các Quân đoàn Vệ binh, IV và II từ Tập đoàn quân số 2 và để lại 4 quân đoàn còn lại của tập đoàn quân này ở Metz để phối hợp với Tập đoàn quân số 1 bao vây Tập đoàn quân Rhine. Thân vương Friedrich Karl được lãnh chức tổng chỉ huy lực lượng vây hãm pháo đài. Từ ba quân đoàn kia, Moltke thành lập Tập đoàn quân Maas dưới sự thống lĩnh của Thái tử Sachsen là Albert. Sau khi nghỉ ngơi trong các ngày 19 và 20 tháng 8, Tập đoàn quân Maas và Tập đoàn quân số 3 tiến về hướng tây vào ngày 21 nhằm giải quyết cánh quân của MacMahon và dứt điểm chiến dịch đánh Pháp.
Mâu thuẫn với Friedrich Karl đã dẫn đến việc Steinmetz bị bãi chức và đổi làm Tổng đốc Posen vào ngày 15 tháng 9.
Sau khi từ biệt Tập đoàn quân Rhine, Napoléon đến Châlons với MacMahon vào ngày 16 tháng 8. Tại đây, vào ngày 21 tháng 8, họ đã thành lập Tập đoàn quân Châlons gồm 14 vạn lính và 564 cỗ đại bác. Lực lượng của tập đoàn quân này bao gồm nòng cốt của các Quân đoàn I, V và VII, cùng với Quân đoàn XII mới được thành lập dưới quyền tướng Trochu, cộng thêm các tân binh và tiểu đoàn kho vừa được điều đến để bù đắp thiệt hại của quân Pháp trong các trận đánh ở biên giới trước đó, và 18 tiểu đoàn Vệ binh cơ động sông Seine. Trong khi đó, tại Paris, hung tin về những chiến bại ban đầu và sự mắc bẫy của Bazaine ở Metz đã gây cho dư luận đau buồn và trở nên phẫn nộ. Niềm tin vào chính quyền Đế chế bị xuống dốc và các cuộc bạo động của phe cộng hòa bùng phát. Trước tình hình đó, Hoàng hậu Eugénie và Bộ trưởng Chiến tranh Palikao liên tục đánh điện thúc giục Napoléon rằng ông ta không thể dẫn Tập đoàn quân Châlons về Paris như một vị hoàng đế bại trận, vì điều này sẽ dẫn đến sự sụp đổ hoàn toàn của Đế chế. Trước áp lực của dư luận đòi giải nguy cho Bazaine, cộng thêm áp lực về sự cần thiết của một thắng lợi, MacMahon và Napoléon quyết định hành động. Rời Châlons, họ tiến quân đến Rheims và sau đó đến Montmédy trong một nỗ lực nhằm đi vòng sườn phía bắc của Moltke và giải vây cho Metz từ hướng tây bắc.
Vào ngày 25 tháng 8 năm 1870, Moltke đã phát giác được cuộc hành quân của MacMahon. Ông huy động các lực lượng hùng mạnh của hai tập đoàn quân số 3 và Maas quay ngoặt theo hướng tây-bắc để truy lùng MacMahon. 5 ngày sau, hai thái tử Phổ và Sachsen đập tan một bộ phận quân Pháp trong trận Beaumont. Đến ngày 1 tháng 9, hơn 20 vạn quân Phổ-Đức do hai thái tử Phổ và Sachsen thống lĩnh đã bao vây tiêu diệt hơn 10 vạn quân của MacMahon tại Sedan, buộc Napoléon cùng 83.000 quân phải đầu hàng vào ngày 2 tháng 9. Ngày 4 tháng 9, một cuộc cách mạng không đổ máu tại Paris đã đánh đổ Đệ Nhị Đế chế và đưa nền Đệ Tam Cộng hòa lên nắm quyền. Nền Đệ Tam Cộng hòa non trẻ của Pháp phải đối mặt với cuộc vây hãm Paris và những chiến dịch khốc liệt vào mùa thu và mùa đông. Ngày 27 tháng 12 năm 1870, Bazaine cùng toàn bộ Tập đoàn quân Rhine đầu hàng tại Metz, tiền đồn cuối cùng của Đệ Nhị Đế chế.
Trong khi Pháp gánh chịu thất bại chính trị và quân sự, các bang Đức đã được thống nhất thành Đế quốc Đức vào ngày 18 tháng 1 năm 1871. 10 ngày sau đó, thành phố Paris đầu hàng. Cuộc chiến cuối cùng đã chấm dứt với Hòa ước Frankfurt ngày 10 tháng 5.

## Chú giải
• a)^  Do có sự chỉ huy trực tiếp của vua Wilhelm I, trận Gravelotte đôi khi được người Đức gọi là "trận chiến của Đức vua".
• b)^  Trong khi các Quân đoàn VII, VIII của Tập đoàn quân số 1 vượt sông Moselle, Quân đoàn I được giữ lại ở bờ đông để canh chừng trạm đường sắt Courcelles.
• c)^  Chính sử của Đế quốc Đức (G. G. S. I ii 37-41) cho biết bộ binh Phổ đã đập tan các đợt phản công dồn dập của địch, song không một tư liệu nào của Pháp đề cập đến điều này. Tác giả Pháp L. Pary có mô tả một cuộc phản công trong cuốn La Guerre telle qu`elle est 107-101, nhưng, theo nhận định Howard, có lễ nó diễn ra vào cuối chiều.
• d)^  Trên thực tế, Quân đoàn II nằm trong biên chế của Tập đoàn quân số 2